# Horoya Athlétique Club
El Horoya Athlétique Club és un club de futbol guineà de la ciutat de Conakry.
Fou campió de la Recopa africana de futbol l'any 1978.

## Palmarès
- Lliga guineana de futbol:[1]
  - 1986, 1988, 1989, 1990, 1991, 1992, 1994, 2000, 2001, 2011, 2012, 2013, 2014, 2016, 2017, 2018, 2019, 2020, 2021, 2022, 2025
- Copa guineana de futbol:[2]
  - 1989, 1994, 1995, 1999, 2013, 2014, 2016, 2018, 2019
- Recopa africana de futbol:
  - 1978